# Stephen Dorrell
Stephen James Dorrell (ur. 25 marca 1952 w Worcester) – brytyjski polityk, długoletni poseł do Izby Gmin, minister w rządzie Johna Majora.

## Życiorys
Kształcił się w Uppingham School oraz w Brasenose College na Uniwersytecie Oksfordzkim. W latach 1971–1973 służył w ochotniczej rezerwie Royal Air Force. Następnie był dyrektorem Faithful Group, rodzinnego przedsiębiorstwa produkującego odzież przemysłową.
Zaangażował się w działalność polityczną w ramach Partii Konserwatywnej. W 1974 był osobistym asystentem Petera Walkera. W październiku tegoż roku sam wystartował w wyborach w okręgu Kingston upon Hull East, przegrywając jednak wyraźnie z laburzystą Johnem Prescottem.
Do Izby Gmin został wybrany w następnych wyborach z 1979, wygrywając wybory w okręgu Loughborough. Był wówczas najmłodszym deputowanym (Baby of the House). Siedmiokrotnie ubiegał się z powodzeniem o reelekcję (1983, 1987, 1992, 1997, 2001, 2005 i 2010), sprawując mandat deputowanego nieprzerwanie do 2015. Od 1997 reprezentował okręg Charnwood.
W 1983 został parlamentarnym prywatnym sekretarzem Petera Walkera, wówczas ministra energii. Po wyborach z 1987 objął funkcję asystenta rządowego whipa, a w 1988 lorda komisarza skarbu. W 1990 powołany na parlamentarnego podsekretarza stanu w departamencie zdrowia. Od 1992 był finansowym sekretarzem skarbu. W 1994 został członkiem gabinetu Johna Majora jako minister dziedzictwa narodowego. W 1995 przeszedł na stanowisko ministra zdrowia, na którym pozostał do przegranej konserwatystów w wyborach w 1997.
Zgłosił następnie swoją kandydaturę w wyborach na lidera partii, ale wycofał się z nich wobec braku poparcia w szeregach ugrupowania. Poparł wówczas Kennetha Clarke’a; wybory wygrał jednak William Hague. Stephen Dorrell wszedł w skład gabinetu cieni jako odpowiednik ministra edukacji. W 1998 zrezygnował z funkcji partyjnych, dołączając do backbencherów.
W 2015 nie ubiegał się o ponowny wybór do parlamentu. Związany z biznesem jako konsultant, dołączył do firmy doradczej KPMG. Został też prezesem NHS Confederation, federacji organizacji związanych z systemem National Health Service. W 2019 opuścił torysów, wspierając nowe ugrupowanie Change UK